# Taquarussu
Taquarussu este un oraș în Mato Grosso do Sul (MS), Brazilia.